# Rotonde (ruimtelijke figuur)
Een rotonde is in de meetkunde een lichaam, een veelvlak met als grondvlak een 2n-hoek en als bovenvlak een n-hoek, met n ≥ 3, die  met afwisselend driehoeken en regelmatige vijfhoeken worden verbonden. Hierbij wordt het bovenvlak met {\displaystyle {\tfrac {90}{n}}^{\circ }} ten opzichte van het ondervlak gedraaid.
Een rotonde met een regelmatige vijfhoek als bovenvlak, dus met n = 5, is een johnsonlichaam, maar rotondes met {\displaystyle n\neq 5} zijn dat niet. De driehoeken ingesloten door het grondvlak en twee vijfhoeken zijn voor alle rotondes een gelijkzijdige driehoek, maar de driehoeken ingesloten door twee vijfhoeken en het bovenvlak zijn dat voor de rotondes met {\displaystyle n\neq 5} niet.
De zijkant van een rotonde is iets hoger dan die van een koepel, waarmee dit lichaam verwant is.
Wanneer men een icosidodecaëder of een gedraaide icosidodecaëder in twee gelijke helften verdeelt, ontstaan twee vijfhoekige rotondes. Een icosidodecaëder is een archimedisch lichaam, een gedraaide icosidodecaëder is een johnsonlichaam.

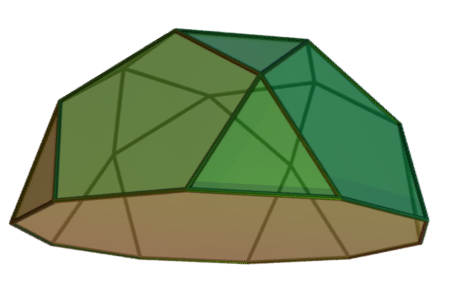
vijfhoekige rotonde
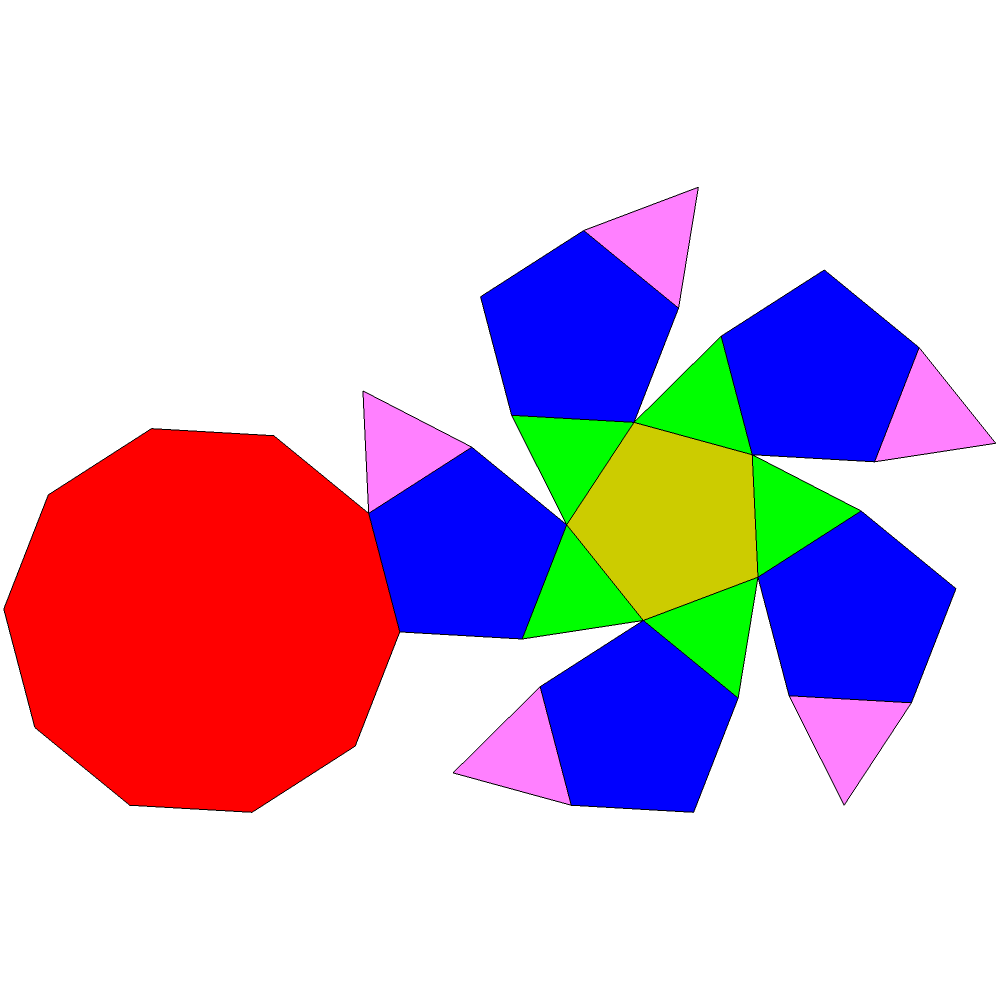
Opengevouwen vijfhoekige rotonde
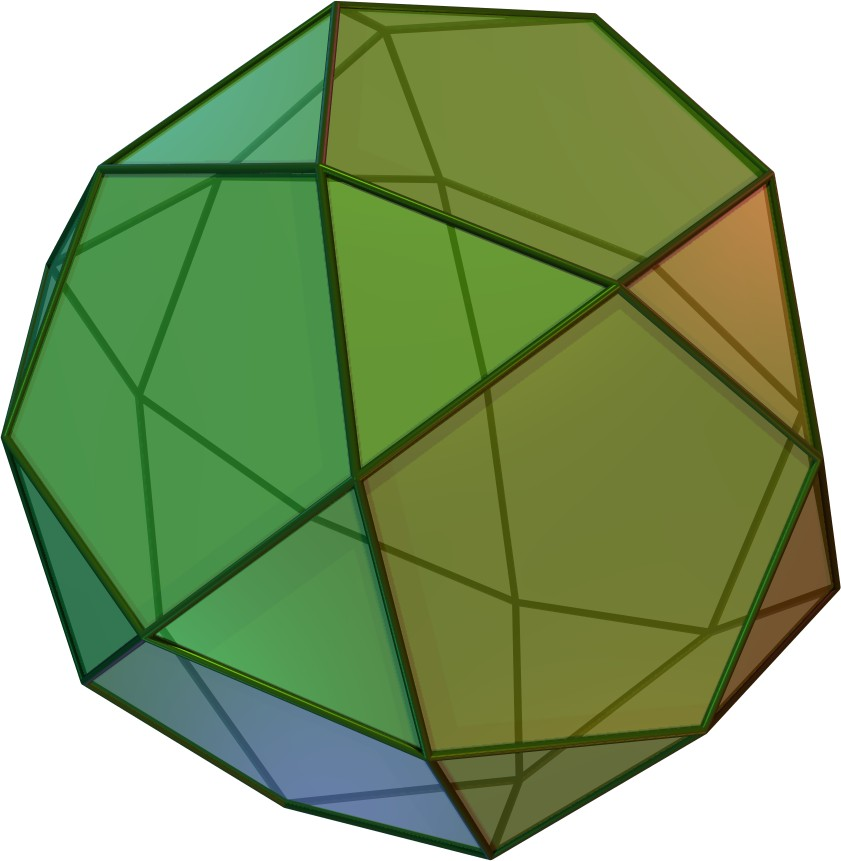
icosidodecaëder
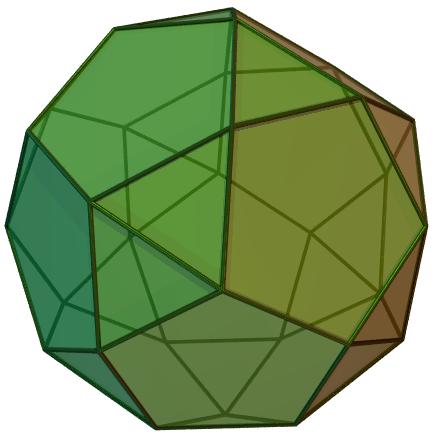
gedraaide icosidodecaëder